# Plagiomerus magniclavus
Plagiomerus magniclavus är en stekelart som beskrevs av Tan och Zhao 1998. Plagiomerus magniclavus ingår i släktet Plagiomerus och familjen sköldlussteklar. Inga underarter finns listade i Catalogue of Life.